# La amortajada (serie de televisión)
La amortajada es una serie de televisión transmitida por Televisión Nacional de Chile a inicios de 1971, dentro del bloque denominado Femenino 71. Cuenta con 20 episodios y está basada en la reconocida novela de María Luisa Bombal. Adaptada y escrita por José Irarrázabal y dirigida por José Caviedes.

## Argumento
Una noche, Ana María (Sara Astica),  protagonista muere y durante el velorio ella recuerda toda su vida. Ana María está moribunda y allí, en el lecho, comienza el recuento. Celos, amor, suicidio y una serie de actitudes desconcertantes rodean la vida de la protagonista, expresada a través de las personas que conforman su existencia. 
Es una novela psicológica, difícil de llevar a imágenes porque se basa en los sentimientos de los personajes, sin embargo es posible reconocer una constante alusión a su verdadero amor al que llama Ricardo.

## Elenco

### Principales
- Sara Astica como Ana María
- Leonardo Perucci como Ricardo
- Peggy Cordero como Beatriz
- Charles Beecher como Antonio
- Amelia Requena como Alicia
- Enrique Heine como Gonzalo
- Lucy Salgado como Inés
- Mario Montilles como Fernando
- Maruja Cifuentes como Mama Zoila
- Archibaldo Larenas como Padre Carlos
- Martín Andrade como Alberto
- Mónica Carrasco como Ana
- Sergio González como Fred
- Ana María Palma como María Griselda

### Recurrentes e invitados
- Jorge Yáñez como Roberto
- Nelly Meruane

## Realidad
Ana María se basa en una historia real de una adolescente (en ese entonces) que padecía una enfermedad terminal llamada catalepsia que es un trastorno nervioso repentino que se caracteriza por la inmovilidad y rigidez del cuerpo y la pérdida de la sensibilidad y de la capacidad de contraer los músculos voluntariamente.